# Christian Schiemann
Christian Schiemann (23 de febrero de 1977)  es un árbitro asistente de fútbol chileno que ha sido árbitro internacional de la FIFA desde 2014.
Debutó en Ecuador en la Copa Sudamericana 2014.